# Тидиб
Тидиб — село (аул), административный центр Тидибского сельсовета в Шамильском районе Дагестана.

## Географическое положение
Тидиб расположен в Гидатлинской долине, в 8 км к юго-востоку от села Хебда и в 142 км к юго-западу от Махачкалы, на реке Гичиноор (бассейн реки Аварское Койсу).

## Население
| 1869  | 1888  | 1895  | 1926 | 1939 | 1970  | 1989  |
| ----- | ----- | ----- | ---- | ---- | ----- | ----- |
| 462   | ↗604  | ↗616  | ↗667 | ↗821 | ↗1051 | ↗1087 |
| 2002  | 2010  | 2021  |      |      |       |       |
| ↘1073 | ↗1090 | ↗1684 |      |      |       |       |

## История
Возникновение села Тидиб учёные относят к XIII веку. Оно расположено в Гидатлинской долине (нынешний Шамильский район), в которой выявлено более 20 археологических памятников, свидетельствующих о жизни людей здесь с далёкой древности. В ауле были построены две башни, которые преследовали оборонительную цель. Верхняя башня имела высоту семи этажей (башни до сегодняшнего дня не сохранились). Имелся подземный колодец, путь к которому пролегал через подземный ход на глубине 8 метров и протяжённостью 100 метров.
Селение издавна делилось на четыре тухума: Артукилал, Хайдарилал, Хандилал, Нахатилал. Через Гидатль проходил важнейший в стратегическом и торговом значении путь в Самур, на Курах и в Чечню. Жители с. Тидиб занимались земледелием, животноводством, разнообразными видами ремесла. До распространения христианства в Тидибе господствовало язычество. Свидетельством тому служат множество камней с изображением сцен охоты, военных столкновений, лабиринтов и различных рисунков. Проникновение христианства сюда началось в IX—X вв. и продолжалось до II пол. XV века. Были найдены 11 камней с изображением крестов, христианские захоронения, остатки христианской церкви. Вслед за христианством в XV веке в село проник ислам, распространителем которого был Хаджи-Удурат из селения Мачада. В конце XVII века в Тидибе была построена сельская мечеть, к которой позже был проложен деревянный водопровод. Есть сведения, что в Тидибе существовал отдельный кодекс законов села, вошедший в сборник «Гидатлинские адаты», автором которого был житель Тидиба Чурилов Гасан.
Тидибцы приняли активное участие в Кавказской войне, немало их сражалось в войсках имама Шамиля. При его пленении на горе Гуниб 25 августа 1859 года одним из переводчиков между имамом и князем Барятинским был М. Хандиев. Ещё более активное участие приняли тидибцы в восстании 1877—1878 гг. против царизма (малый шариат). В Гидатле завязались ожесточённые бои, а в Тидибе «каждую саклю приходилось брать с боем». Несколько семей после подавления восстания были отправлены в Сибирь. В годы гражданской войны в селе Тидиб побывал Н. Гоцинский и попытался поднять контрреволюционный мятеж. Для подавления мятежа сюда были брошены отряд 11-й Красной Армии во главе с Лапиным и отряд Кара Караева. После небольших переговоров здесь была установлена Советская власть.
В 1929 году в селе Тидиб было открыто два ликбеза. В 1931 году открыта начальная школа, в 1940 г. — семилетняя, в этом же году создана пионерская организация им. У. Громовой (теперь Р. Гамзатова). Из-за нехватки местных педагогических кадров в школе работали направленные из центральных областей СССР русские учительницы, в том числе Ошибская, Шаболина, Крылова и другие. Школа в 1959 г. быль преобразована в восьмилетнюю, а в 1975 г. в среднюю. В 1985 году здесь открылась новая современная школа со всей необходимой учебно-материальной базой. В разные периоды директорами школы работали Гунашев, Гаджиев, Ибрагимов, Абдулмагомедов. Коренным образом работа школы изменялся с 1966 года, когда директором школы был назначен Алиев Ибрагимхалил Магомедович.
В 1929 году в селе был создан бедняцкий комитет. В 1931 году был создан колхоз имени Махача Дахадаева. За высокие показатели колхоз был награждён многочисленными грамотами, дипломами. В 1979 г. колхоз был реорганизован в совхоз «Тидибский».
В 1938 году в селе Тидиб, впервые в нагорном Дагестане, под руководством Гаджиева Расула Казанбиевича была построена маленькая гидроэлектростанция и в саклях тидибцев загорелись «лампочки Ильича».
Во время Великой Отечественной войны в армию было призвано 89 человек, из них не вернулись 54 человека. Офицерами войну закончили майор Гаджимагомедов, лейтенант Магомедов, младший лейтенант Байбунов, политрук Гаджиев. Сельчане участвовали в строительстве оборонительных сооружений, отправляли посылки на фронт. В память павших на поле брани в селе сооружены несколько монументов с фамилиями всех фронтовиков.

## Социальная сфера
В селе Тидиб действует участковая больница с современным оборудованием, медпункт, работает медресе. Учащиеся Тидибской СОШ ходят на секции по вольной борьбе, ушу-саньда, волейболу, акробатике, здесь открыт филиал школы искусств, работают сельская и школьная библиотеки, Дом культуры, музей, чайный цех.

## Искусство
В селе Тидиб в 1992 году создан детский вокально-хореографический ансамбль «Гидатль».

## Достопримечательности
В селе находится могила и зиярат шейха (устаза) Ибрагимхалил Мухаммад-афанди.

## Известные уроженцы Тидиб
- Магомед Ибрагимхалил-афанди (1895—1985) — суфийский шейх Накшбандийского и Шазилийского тарикатов.
- Ибрагимов, Ибрагим Магомедович — доктор медицинских наук, профессор, руководитель республиканского медицинского центра. Народный врач РД. Заслуженный врач Российской Федерации. Министр здравоохранения Республики Дагестан (1983—1996).
- Ибрагимов, Танка Ибрагимович — доктор медицинских наук, профессор. Заслуженный врач Российской Федерации. Министр здравоохранения Республики Дагестан (2013—2018).
- Ахмадудинов, Магомед Гасанович — доктор медицинских наук, профессор.
- Алиев, Ибрагимхалил Магомедович — Заслуженный учитель Российской Федерации, директор МКОУ "Тидибская СОШ".

## Археология
Недалеко от села находится могильник Гинчи, памятник культуры бронзового века (III-II тыс. до н.э.). Гинчинская культура получила своё название от этого памятника. Могильник был открыт археологами в 1956 г.
Здесь также образовалась Культура Сиони-Цопи-Гинчи раннего и среднего энеолита Южного Кавказа. Она датируется началом V тыс. до н.э.